# Enoplolaimus lenunculus
Enoplolaimus lenunculus är en rundmaskart som beskrevs av Christian Wieser 1959. Enoplolaimus lenunculus ingår i släktet Enoplolaimus och familjen Enoplidae. Inga underarter finns listade i Catalogue of Life.